# Кернинг

Примеры текста: без кернинга (вверху), с кернингом (внизу)

Ке́рнинг (англ. kerning) при наборе текста — избирательное изменение интервала между буквами в зависимости от их формы.
Технология автоматического кернинга, появившаяся в полиграфии после внедрения фотонабора (а затем и компьютерного набора), включает подбор межбуквенных интервалов для конкретных пар букв с целью улучшения внешнего вида и удобочитаемости текста. Такой избирательный подбор позволяет компенсировать неравномерности визуальной плотности текста, получаемой при использовании стандартных апрошей для каждой буквы. Без кернинга расстояние между буквами в парах AV и Wa кажется бо́льшим, чем например в HP или Ma, хотя формально оно одинаково. Для того, чтобы сгладить этот эффект, применяется кернинг.
При наборе заголовков, логотипов и других коротких надписей применяется ручной кернинг, с помощью которого можно добиться более равномерной плотности.

## Кернинг в CSS
Управлять кернингом на веб-страницах при использовании шрифтов, поддерживающих кернинговые пары OpenType, можно с помощью свойств CSS3 font-kerning или font-feature-settings:"kern". Пример:
Кернинг отключен:

Улица Гоголя, город Санкт-Петербург.
Кернинг включен:

Улица Гоголя, город Санкт-Петербург.

## Кернинг в арабском письме

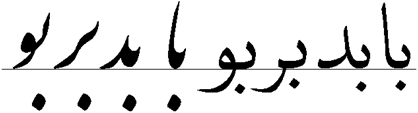
Сочетания bā, bad, bar, bu в насталике (слева) и насхе (справа)

В насталике, традиционном почерке арабского письма, широко используется кернинг توهم رفتگی tuhamraftegi. Под кернингом понимается способность одних букв нависать над другими или даже внедряться в пустоты, образуемые ими. Этим достигается большая компактность шрифта.